# Samuel Piette
Samuel Piette (Repentigny, 12 novembre 1994) è un calciatore canadese, centrocampista del CF Montréal e della nazionale canadese.

## Carriera

### Club
Cresciuto nelle giovanili del Metz, nel 2013 passa al Fortuna Düsseldorf dove fa la spola tra prima squadra e primavera. Il 4 aprile 2014 esordisce nella serie cadetta tedesca subentrando a dieci minuti dalla fine della partita a Erwin Hoffer. Termina la stagione con due presenze in prima squadra e 31 nella formazione primavera.
Successivamente si trasferisce in Spagna dove si accasa prima al Racing Ferrol e poi all’Izarra, con le quali gioca rispettivamente una stagione ciascuno (2015-2016 e 2016-2017), collezionando 14 presenze con la squadra galiziana e 32 con quella navarra.
Il 3 agosto 2017 passa al Montréal Impact.
Dieci giorni più tardi esordisce in MLS partendo da titolare contro il Philadelphia Union, venendo impiegato con regolarità per la restante parte del campionato in cui colleziona 11 presenze. Nella stagione seguente diviene un titolare inamovibile giocando complessivamente 34 partite tutte da titolare; il 19 luglio 2018 gioca la prima partita di coppa nazionale contro il Vancouver Whitecaps. Ormai pedina importante del centrocampo, nella stagione 2019 gioca di meno a causa di alcuni infortuni ma conquista il primo trofeo contribuendo alla vittoria della coppa nazionale dove gioca quattro partite per intero, compresa la finale che gioca per tutti i 120 minuti. Il 14 settembre 2020 realizza la prima rete da professionista, segnando la terza rete contro il Vancouver Whitecaps, match poi vinto per 2 reti a 4.

### Nazionale
Nel giro della nazionale maggiore canadese dal 2012, Piette ha partecipato a cinque edizioni della Gold Cup (2013, 2015, 2017, 2019, 2021) e viene convocato per il campionato del mondo in Qatar dove però non viene impiegato in nessuna delle partite della fase a gironi.

## Statistiche

### Presenze e reti nei club
Statistiche aggiornate al 29 luglio 2025.
| Stagione           | Squadra            | Campionato         | Campionato | Campionato | Coppe nazionali | Coppe nazionali | Coppe nazionali | Coppe continentali | Coppe continentali | Coppe continentali | Altre coppe | Altre coppe | Altre coppe | Totale | Totale |
| Stagione           | Squadra            | Comp               | Pres       | Reti       | Comp            | Pres            | Reti            | Comp               | Pres               | Reti               | Comp        | Pres        | Reti        | Pres   | Reti   |
| ------------------ | ------------------ | ------------------ | ---------- | ---------- | --------------- | --------------- | --------------- | ------------------ | ------------------ | ------------------ | ----------- | ----------- | ----------- | ------ | ------ |
| 2013-2014          | Fortuna Düsseldorf | 2L                 | 2          | 0          | CG              | 0               | 0               |                    | -                  | -                  |             | -           | -           | 2      | 0      |
| 2015-2016          | Racing Ferrol      | SDB                | 14         | 0          | CR              | 0               | 0               |                    | -                  | -                  |             | -           | -           | 14     | 0      |
| 2016-2017          | Izarra             | SDB                | 32         | 0          |                 | -               | -               |                    | -                  | -                  |             | -           | -           | 32     | 0      |
| ago.-dic. 2017     | CF Montréal        | MLS                | 11         | 0          | CC              | -               | -               |                    | -                  | -                  |             | -           | -           | 11     | 0      |
| 2018               | CF Montréal        | MLS                | 34         | 0          | CC              | 2               | 0               |                    | -                  | -                  |             | -           | -           | 36     | 0      |
| 2019               | CF Montréal        | MLS                | 25         | 0          | CC              | 4               | 0               |                    | -                  | -                  |             | -           | -           | 29     | 0      |
| 2020               | CF Montréal        | MLS                | 23         | 1          | CC              | -               | -               | CCL                | 4                  | 0                  |             | -           | -           | 26     | 1      |
| 2021               | CF Montréal        | MLS                | 25         | 1          | CC              | 3               | 0               |                    | -                  | -                  |             | -           | -           | 28     | 1      |
| 2022               | CF Montréal        | MLS                | 28         | 0          | CC              | 2               | 0               | CCL                | -                  | -                  |             | -           | -           | 30     | 0      |
| 2023               | CF Montréal        | MLS                | 16         | 0          | CC              | -               | -               |                    | -                  | -                  | LC          | 1           | 0           | 17     | 0      |
| 2024               | CF Montréal        | MLS                | 28         | 1          | CC              | 1               | 0               |                    | -                  | -                  | LC          | 2           | 0           | 30     | 1      |
| 2025               | CF Montréal        | MLS                | 21         | 0          | CC              | 3               | 0               |                    | -                  | -                  | LC          | 1           | 0           | 25     | 0      |
| Totale CF Montréal | Totale CF Montréal | Totale CF Montréal | 211        | 3          |                 | 15              | 0               |                    | 4                  | 0                  |             | 4           | 0           | 234    | 3      |
| Totale carriera    | Totale carriera    | Totale carriera    | 259        | 3          |                 | 15              | 0               |                    | 4                  | 0                  |             | 4           | 0           | 282    | 3      |

### Cronologia presenze e reti in nazionale
| Cronologia completa delle presenze e delle reti in nazionale ― Canada | Cronologia completa delle presenze e delle reti in nazionale ― Canada | Cronologia completa delle presenze e delle reti in nazionale ― Canada | Cronologia completa delle presenze e delle reti in nazionale ― Canada | Cronologia completa delle presenze e delle reti in nazionale ― Canada | Cronologia completa delle presenze e delle reti in nazionale ― Canada | Cronologia completa delle presenze e delle reti in nazionale ― Canada | Cronologia completa delle presenze e delle reti in nazionale ― Canada |
| Data                                                                  | Città                                                                 | In casa                                                               | Risultato                                                             | Ospiti                                                                | Competizione                                                          | Reti                                                                  | Note                                                                  |
| --------------------------------------------------------------------- | --------------------------------------------------------------------- | --------------------------------------------------------------------- | --------------------------------------------------------------------- | --------------------------------------------------------------------- | --------------------------------------------------------------------- | --------------------------------------------------------------------- | --------------------------------------------------------------------- |
| 3-6-2012                                                              | Toronto                                                               | Canada                                                                | 0 – 0                                                                 | Stati Uniti                                                           | Amichevole                                                            | -                                                                     | 86’                                                                   |
| 28-5-2013                                                             | Edmonton                                                              | Canada                                                                | 0 – 1                                                                 | Costa Rica                                                            | Amichevole                                                            | -                                                                     | 70’                                                                   |
| 7-7-2013                                                              | Los Angeles                                                           | Canada                                                                | 0 – 1                                                                 | Martinica                                                             | Gold Cup 2013 - 1º turno                                              | -                                                                     |                                                                       |
| 12-7-2013                                                             | Seattle                                                               | Messico                                                               | 2 – 0                                                                 | Canada                                                                | Gold Cup 2013 - 1º turno                                              | -                                                                     |                                                                       |
| 8-9-2013                                                              | Oliva                                                                 | Mauritania                                                            | 0 – 0                                                                 | Canada                                                                | Amichevole                                                            | -                                                                     | 65’                                                                   |
| 10-9-2013                                                             | Oliva                                                                 | Mauritania                                                            | 1 – 0                                                                 | Canada                                                                | Amichevole                                                            | -                                                                     | 60’                                                                   |
| 15-10-2013                                                            | Fulham                                                                | Canada                                                                | 0 – 3                                                                 | Australia                                                             | Amichevole                                                            | -                                                                     | 61’                                                                   |
| 23-5-2014                                                             | Sofia                                                                 | Bulgaria                                                              | 1 – 1                                                                 | Canada                                                                | Amichevole                                                            | -                                                                     | 86’                                                                   |
| 27-5-2014                                                             | Ritzing                                                               | Moldavia                                                              | 1 – 1                                                                 | Canada                                                                | Amichevole                                                            | -                                                                     | 84’                                                                   |
| 16-1-2015                                                             | Orlando                                                               | Canada                                                                | 1 – 2                                                                 | Islanda                                                               | Amichevole                                                            | -                                                                     |                                                                       |
| 19-1-2015                                                             | Orlando                                                               | Canada                                                                | 1 – 1                                                                 | Islanda                                                               | Amichevole                                                            | -                                                                     | 85’                                                                   |
| 27-3-2015                                                             | Fort Lauderdale                                                       | Canada                                                                | 1 – 0                                                                 | Guatemala                                                             | Amichevole                                                            | -                                                                     |                                                                       |
| 30-3-2015                                                             | Bayamón                                                               | Porto Rico                                                            | 0 – 3                                                                 | Canada                                                                | Amichevole                                                            | -                                                                     |                                                                       |
| 11-6-2015                                                             | Roseau                                                                | Dominica                                                              | 0 – 2                                                                 | Canada                                                                | Qual. Mondiali 2018                                                   | -                                                                     |                                                                       |
| 16-6-2015                                                             | Toronto                                                               | Canada                                                                | 4 – 0                                                                 | Dominica                                                              | Qual. Mondiali 2018                                                   | -                                                                     |                                                                       |
| 8-7-2015                                                              | Los Angeles                                                           | Canada                                                                | 0 – 0                                                                 | El Salvador                                                           | Gold Cup 2015 - 1º turno                                              | -                                                                     | 35’ 83’                                                               |
| 11-7-2015                                                             | Houston                                                               | Canada                                                                | 0 – 1                                                                 | Giamaica                                                              | Gold Cup 2015 - 1º turno                                              | -                                                                     | 27’ 80’                                                               |
| 4-9-2015                                                              | Toronto                                                               | Canada                                                                | 3 – 0                                                                 | Belize                                                                | Qual. Mondiali 2018                                                   | -                                                                     | 14’                                                                   |
| 8-9-2015                                                              | Roseau                                                                | Belize                                                                | 1 – 1                                                                 | Canada                                                                | Qual. Mondiali 2018                                                   | -                                                                     |                                                                       |
| 14-11-2015                                                            | Vancouver                                                             | Canada                                                                | 1 – 0                                                                 | Honduras                                                              | Qual. Mondiali 2018                                                   | -                                                                     | 78’                                                                   |
| 18-11-2015                                                            | San Salvador                                                          | El Salvador                                                           | 0 – 0                                                                 | Canada                                                                | Qual. Mondiali 2018                                                   | -                                                                     | 71’                                                                   |
| 26-3-2016                                                             | Vancouver                                                             | Canada                                                                | 0 – 3                                                                 | Messico                                                               | Qual. Mondiali 2018                                                   | -                                                                     | 71’                                                                   |
| 30-3-2016                                                             | Città del Messico                                                     | Messico                                                               | 2 – 0                                                                 | Canada                                                                | Qual. Mondiali 2018                                                   | -                                                                     | 56’                                                                   |
| 3-6-2016                                                              | Lafnitz                                                               | Canada                                                                | 1 – 1                                                                 | Azerbaigian                                                           | Amichevole                                                            | -                                                                     | 62’                                                                   |
| 7-6-2016                                                              | Bad Waltersdorf                                                       | Canada                                                                | 2 – 1                                                                 | Uzbekistan                                                            | Amichevole                                                            | -                                                                     |                                                                       |
| 6-9-2016                                                              | Vancouver                                                             | Canada                                                                | 3 – 1                                                                 | El Salvador                                                           | Qual. Mondiali 2018                                                   | -                                                                     | 75’                                                                   |
| 6-10-2016                                                             | Marrakech                                                             | Canada                                                                | 4 – 0                                                                 | Mauritania                                                            | Amichevole                                                            | -                                                                     | 75’                                                                   |
| 11-10-2016                                                            | Marrakech                                                             | Marocco                                                               | 4 – 0                                                                 | Canada                                                                | Amichevole                                                            | -                                                                     | 52’ 66’                                                               |
| 11-11-2016                                                            | Cheonan                                                               | Corea del Sud                                                         | 2 – 0                                                                 | Canada                                                                | Amichevole                                                            | -                                                                     | 71’                                                                   |
| 22-3-2017                                                             | Edimburgo                                                             | Scozia                                                                | 1 – 1                                                                 | Canada                                                                | Amichevole                                                            | -                                                                     |                                                                       |
| 13-6-2017                                                             | Montréal                                                              | Canada                                                                | 2 – 1                                                                 | Curaçao                                                               | Amichevole                                                            | -                                                                     |                                                                       |
| 7-7-2017                                                              | Harrison                                                              | Guyana francese                                                       | 2 – 4                                                                 | Canada                                                                | Gold Cup 2017 - 1º turno                                              | -                                                                     |                                                                       |
| 11-7-2017                                                             | Houston                                                               | Costa Rica                                                            | 1 – 1                                                                 | Canada                                                                | Gold Cup 2017 - 1º turno                                              | -                                                                     |                                                                       |
| 14-7-2017                                                             | Frisco                                                                | Canada                                                                | 0 – 0                                                                 | Honduras                                                              | Gold Cup 2017 - 1º turno                                              | -                                                                     |                                                                       |
| 20-7-2017                                                             | Glendale                                                              | Giamaica                                                              | 2 – 1                                                                 | Canada                                                                | Gold Cup 2017 - Quarti di finale                                      | -                                                                     |                                                                       |
| 2-9-2017                                                              | Toronto                                                               | Canada                                                                | 2 – 0                                                                 | Giamaica                                                              | Amichevole                                                            | -                                                                     |                                                                       |
| 8-10-2017                                                             | Houston                                                               | Canada                                                                | 0 – 1                                                                 | El Salvador                                                           | Amichevole                                                            | -                                                                     |                                                                       |
| 24-3-2018                                                             | Murcia                                                                | Canada                                                                | 1 – 0                                                                 | Nuova Zelanda                                                         | Amichevole                                                            | -                                                                     |                                                                       |
| 9-9-2018                                                              | Bradenton                                                             | Isole Vergini Americane                                               | 0 – 8                                                                 | Canada                                                                | CONCACAF Nations League 2019-2020 - 1º turno                          | -                                                                     |                                                                       |
| 19-11-2018                                                            | Basseterre                                                            | Saint Kitts e Nevis                                                   | 0 – 1                                                                 | Canada                                                                | CONCACAF Nations League 2019-2020 - 1º turno                          | -                                                                     |                                                                       |
| 24-3-2019                                                             | Vancouver                                                             | Canada                                                                | 4 – 1                                                                 | Guyana francese                                                       | CONCACAF Nations League 2019-2020 - 1º turno                          | -                                                                     |                                                                       |
| 16-6-2019                                                             | Pasadena                                                              | Canada                                                                | 4 – 0                                                                 | Martinica                                                             | Gold Cup 2019 - 1º turno                                              | -                                                                     | 16’                                                                   |
| 23-6-2019                                                             | Charlotte                                                             | Canada                                                                | 7 – 0                                                                 | Cuba                                                                  | Gold Cup 2019 - 1º turno                                              | -                                                                     |                                                                       |
| 7-9-2019                                                              | Toronto                                                               | Canada                                                                | 6 – 0                                                                 | Cuba                                                                  | CONCACAF Nations League 2019-2020 - 2º turno                          | -                                                                     |                                                                       |
| 16-10-2019                                                            | Toronto                                                               | Canada                                                                | 2 – 0                                                                 | Stati Uniti                                                           | CONCACAF Nations League 2019-2020 - 2º turno                          | -                                                                     | 74’                                                                   |
| 15-11-2019                                                            | Orlando                                                               | Stati Uniti                                                           | 4 – 1                                                                 | Canada                                                                | CONCACAF Nations League 2019-2020 - 2º turno                          | -                                                                     |                                                                       |
| 8-1-2020                                                              | Irvine                                                                | Canada                                                                | 4 – 1                                                                 | Barbados                                                              | Amichevole                                                            | -                                                                     | 57’                                                                   |
| 11-1-2020                                                             | Irvine                                                                | Barbados                                                              | 1 – 4                                                                 | Canada                                                                | Amichevole                                                            | -                                                                     | 46’                                                                   |
| 15-1-2020                                                             | Irvine                                                                | Canada                                                                | 0 – 1                                                                 | Islanda                                                               | Amichevole                                                            | -                                                                     | 62’                                                                   |
| 25-3-2021                                                             | Orlando                                                               | Canada                                                                | 5 – 1                                                                 | Bermuda                                                               | Qual. Mondiali 2022                                                   | -                                                                     | 77’                                                                   |
| 29-3-2021                                                             | Bradenton                                                             | Isole Cayman                                                          | 0 – 11                                                                | Canada                                                                | Qual. Mondiali 2022                                                   | -                                                                     | cap. 68’                                                              |
| 8-6-2021                                                              | Bridgeview                                                            | Canada                                                                | 4 – 0                                                                 | Suriname                                                              | Qual. Mondiali 2022                                                   | -                                                                     |                                                                       |
| 12-6-2021                                                             | Port-au-Prince                                                        | Haiti                                                                 | 0 – 1                                                                 | Canada                                                                | Qual. Mondiali 2022                                                   | -                                                                     | 82’                                                                   |
| 11-7-2021                                                             | Kansas City                                                           | Canada                                                                | 4 – 1                                                                 | Martinica                                                             | Gold Cup 2021 - 1º turno                                              | -                                                                     | 63’                                                                   |
| 15-7-2021                                                             | Kansas City                                                           | Haiti                                                                 | 1 – 4                                                                 | Canada                                                                | Gold Cup 2021 - 1º turno                                              | -                                                                     | 63’                                                                   |
| 18-7-2021                                                             | Kansas City                                                           | Stati Uniti                                                           | 1 – 0                                                                 | Canada                                                                | Gold Cup 2021 - 1º turno                                              | -                                                                     | 73’                                                                   |
| 24-7-2021                                                             | Arlington                                                             | Costa Rica                                                            | 0 – 2                                                                 | Canada                                                                | Gold Cup 2021 - Quarti di finale                                      | -                                                                     | 70’                                                                   |
| 8-9-2021                                                              | Toronto                                                               | Canada                                                                | 3 – 0                                                                 | El Salvador                                                           | Qual. Mondiali 2022                                                   | -                                                                     | 79’                                                                   |
| 10-10-2021                                                            | Kingston                                                              | Giamaica                                                              | 0 – 0                                                                 | Canada                                                                | Qual. Mondiali 2022                                                   | -                                                                     | 21’ 89’                                                               |
| 13-10-2021                                                            | Toronto                                                               | Canada                                                                | 4 – 1                                                                 | Panama                                                                | Qual. Mondiali 2022                                                   | -                                                                     | 81’                                                                   |
| 27-1-2022                                                             | San Pedro Sula                                                        | Honduras                                                              | 0 – 2                                                                 | Canada                                                                | Qual. Mondiali 2022                                                   | -                                                                     | 38’                                                                   |
| 10-6-2022                                                             | Vancouver                                                             | Canada                                                                | 4 – 0                                                                 | Curaçao                                                               | CONCACAF Nations League 2022-2023 - 1º turno                          | -                                                                     | 63’                                                                   |
| 23-9-2022                                                             | Vienna                                                                | Qatar                                                                 | 0 – 2                                                                 | Canada                                                                | Amichevole                                                            | -                                                                     |                                                                       |
| 27-9-2022                                                             | Bratislava                                                            | Canada                                                                | 0 – 2                                                                 | Uruguay                                                               | Amichevole                                                            | -                                                                     | 55’                                                                   |
| 11-11-2022                                                            | Manama                                                                | Bahrein                                                               | 2 – 2                                                                 | Canada                                                                | Amichevole                                                            | -                                                                     | 70’                                                                   |
| 17-11-2022                                                            | Dubai                                                                 | Giappone                                                              | 1 – 2                                                                 | Canada                                                                | Amichevole                                                            | -                                                                     | 46’                                                                   |
| 13-10-2023                                                            | Niigata                                                               | Giappone                                                              | 4 – 1                                                                 | Canada                                                                | Amichevole                                                            | -                                                                     | 62’                                                                   |
| 23-3-2024                                                             | Frisco                                                                | Canada                                                                | 2 – 0                                                                 | Trinidad e Tobago                                                     | CONCACAF Nations League 2023-2024 - play-off                          | -                                                                     | 90+4’                                                                 |
| 6-6-2024                                                              | Rotterdam                                                             | Paesi Bassi                                                           | 4 – 0                                                                 | Canada                                                                | Amichevole                                                            | -                                                                     | 79’                                                                   |
| Totale                                                                |                                                                       | Presenze                                                              | 69                                                                    |                                                                       | Reti                                                                  | 0                                                                     |                                                                       |

## Palmarès

### Club
- Canadian Championship: 2

Montreal Impact: 2019, 2021